# Route 205 (Terre-Neuve-et-Labrador)
Pour les articles homonymes, voir Route 205.
La route 205 est une route tertiaire de la province de Terre-Neuve-et-Labrador, située dans l'est de l'île de Terre-Neuve, au sud de la péninsule Bonavista et au nord-ouest de la péninsule d'Avalon, près de la baie Trinity. Elle est une route très faiblement empruntée, possédant une limite de vitesse variant entre 50 et 70 km/h. Nommée Hatchet Cove Rd., elle mesure 17 kilomètres, et est une route asphaltée sur l'entièreté de son tracé.

## Tracé
La 205 débute sur la Route Transcanadienne, la route 1, 15 kilomètres au sud de Clarenville, à Hillview. Elle commence tout de suite par suivre la rive nord du bras de mer Southwest (Southwest Arm), alors que la route 204 dessert sa rive sud. Elle rejoint Hatchet Cove 12 kilomètres à l'est puis traverse St, Jones Within 5 kilomètres à l'est. Elle se termine sur un cul-de-sac, un peu passé St. Jones Within.

## Communautés traversées
- Hillview
- Hatchet Cove
- St. Jones Within